# Aloe babatiensis
Aloe babatiensis ist eine Pflanzenart der Gattung der Aloen in der Unterfamilie der Affodillgewächse (Asphodeloideae). Das Artepitheton babatiensis verweist auf das vermutete Vorkommen der Art bei Babati.

## Beschreibung

### Vegetative Merkmale
Aloe babatiensis wächst stammbildend, ist verzweigt und bildet dichte Büsche. Der aufrechte oder spreizende Stamm –  gelegentlich ist er niederliegend – erreicht eine Länge von mehr als 1 Meter und weist Durchmesser von 5 Zentimetern auf. Etwa 24 lanzettliche und spitz zulaufende Laubblätter bilden eine dichte Rosette. Auf einer Länge von 30 Zentimetern sind die Laubblätter ausdauernd. Die olivgrüne, rötlich überhauchte Blattspreite ist 25 Zentimeter lang und 8 bis 9 Zentimeter breit. Die Blattoberfläche ist leicht glänzend. Die rötlich braunen Zähne am Blattrand sind 4 bis 5 Millimeter lang und stehen etwa 10 Millimeter voneinander entfernt.

### Blütenstände und Blüten
Der Blütenstand besteht aus zwei bis vier Zweigen und erreicht eine Höhe von 65 Zentimetern. Die ziemlich dichten, zylindrisch-verjüngten Trauben sind 20 bis 25 Zentimeter lang und 10 Zentimeter breit. Die eiförmig-spitzen, zur Knospenzeit ziegeligen Brakteen weisen eine Länge von 30 Millimetern auf und sind 15 Millimeter breit. Die lachsrosafarbenen Blüte stehen an 20 bis 25 Millimeter langen Blütenstielen. Die Blüten sind 38 bis 40 Millimeter lang und an ihrer Basis gestutzt. Auf Höhe des Fruchtknotens weisen sie einen Durchmesser von 7 bis 8 Millimetern auf. Darüber sind sie leicht verengt und zur Mündung hin erweitert. Ihre Perigonblätter sind auf einer Länge von 8 bis 10 Millimetern nicht miteinander verwachsen. Die Staubblätter und der Griffel ragen 1 bis 3 Millimeter aus der Blüte heraus.

### Genetik
Die Chromosomenzahl beträgt {\displaystyle 2n=14}.

## Systematik und Verbreitung
Aloe babatiensis in Tansania auf exponierten Felsen in Höhenlagen von 1700 bis 2100 Metern verbreitet. 
Die Erstbeschreibung durch Hugh Basil Christian und Inez Clare Verdoorn wurde 1954 veröffentlicht.

## Nachweise